# Karimama
Karimama är en kommun i departementet Alibori i Benin. Kommunen har en yta på 6 102 km2, och den hade 66 353 invånare år 2013.

## Arrondisment
Karimama är delat i fem arrondissement: Birni-Lafia, Bogo-Bogo, Karimama, Kompa och Monsey.